# ميونغ دونغ
ميونغ دونغ (بالهانغل: 명동؛ بالهانجا: 明洞، وتعني حرفياً: «كهف المشرق» أو «النفق الساطع») هو حي في منطقة جونغ بالعاصمة الكورية الجنوبية سول، تبلغ مساحته 0.99 كيلومتر مربع، ويبلغ تعداده السكاني 3,409 نسمة، يعد الحي في الغالب منطقة تجارية وواحدة من مناطق التسوق والسياحة الرئيسية في سول. في عام 2011 و 2012 و 2013، تم إدراج ميونغ دونغ كتاسع أكبر وأغلى شارع تسوق في العالم. حيث تشتهر المنطقة بمواقعها التاريخية الهامة، أبرزها كاتدرائية ميونغ دونغ ومسرح نانتا ميونغ دونغ.

## نبذة تاريخية
يعود تاريخ حي ميونغ إلى سلالة جوسون عندما كان منطقة سكنية تسمى مايونغري بانغ. قبل أن يتم تغيير الاسم خلال الحقبة اليابانية. إلى مايونغتشيجيونغ (Myeongchijeong) حيث كان أكثر منطقة تجارية متأثرا بالتجارة المتزايدة في منطقة تشونغمورو (Chungmuro) المجاورة. بعد الاستقلال أصبح يسمى بشكل رسمي حي ميونغ عام 1946.
في ستينيات القرن الماضي وبعد الحرب الكورية، ازدهر الاقتصاد وتوسع القطاع المالي من نامدايمون رو وإيولجيرو تدريجيا إلى حي ميونغ. وازدهرت المنطقة أكتر مع حدوث تجديدات في المدينة حيت تم تشييد مبان وعمارات شاهقة. كما أنشأت العديد من المتاجر الكبرى ومراكز التسوق والمطاعم والمحلات التجارية الراقية أعمالها التجارية في حي ميونغ الذي كان قبلة الشباب العصري في السبعينات.
إلى جانب كونها منطقة تجارية ومالية رئيسية، كان الحي موقعًا شائعًا للمظاهرات السياسية والاحتجاجات، خاصة خلال السنوات المضطربة من الثمانينيات والتسعينيات. كما كانت كاتدرائية ميونغ دونغ مكانًا متكررًا للعديد من هذه المظاهرات وما زالت حتى يومنا هذا.
اعتبارًا من مارس 2000، تم تعيين حي ميونغ منطقة ترويجية سياحية خاصة وواحدة من المحطات الرئيسية في جولة حافلات مدينة سول الرسمية.

## المعالم السياحية
استضاف مهرجان ميونغ دونغ منذ عام 1982 لتنمية المنطقة التجارية وتشجيع السياحة. والذي ينعقد عادة مرتين في السنة من نهاية مارس إلى منتصف أبريل في الربيع، وشهر سبتمبر في الخريف. وتعد المآدب والموسيقى وعروض الرقص وعروض الأزياء والنظارات الأخرى هي جزء من الاحتفالات. كما توفر العديد من المتاجر مبيعات وخصومات على المنتجات خلال هذا الوقت.
في عام 2012، استضافت المنطقة موكب الشارع لمهرجان تشيونان العالمي للرقص في أكتوبر.
- شارع الصين[11]